# Wyssokowsk
Wyssokowsk (russisch Высо́ковск) ist eine Stadt mit 10.635 Einwohnern (Stand 14. Oktober 2010) in Russland in der Oblast Moskau. Sie liegt rund 100 km nordwestlich von Moskau und 10 km vom Rajonzentrum Klin entfernt.

## Geschichte

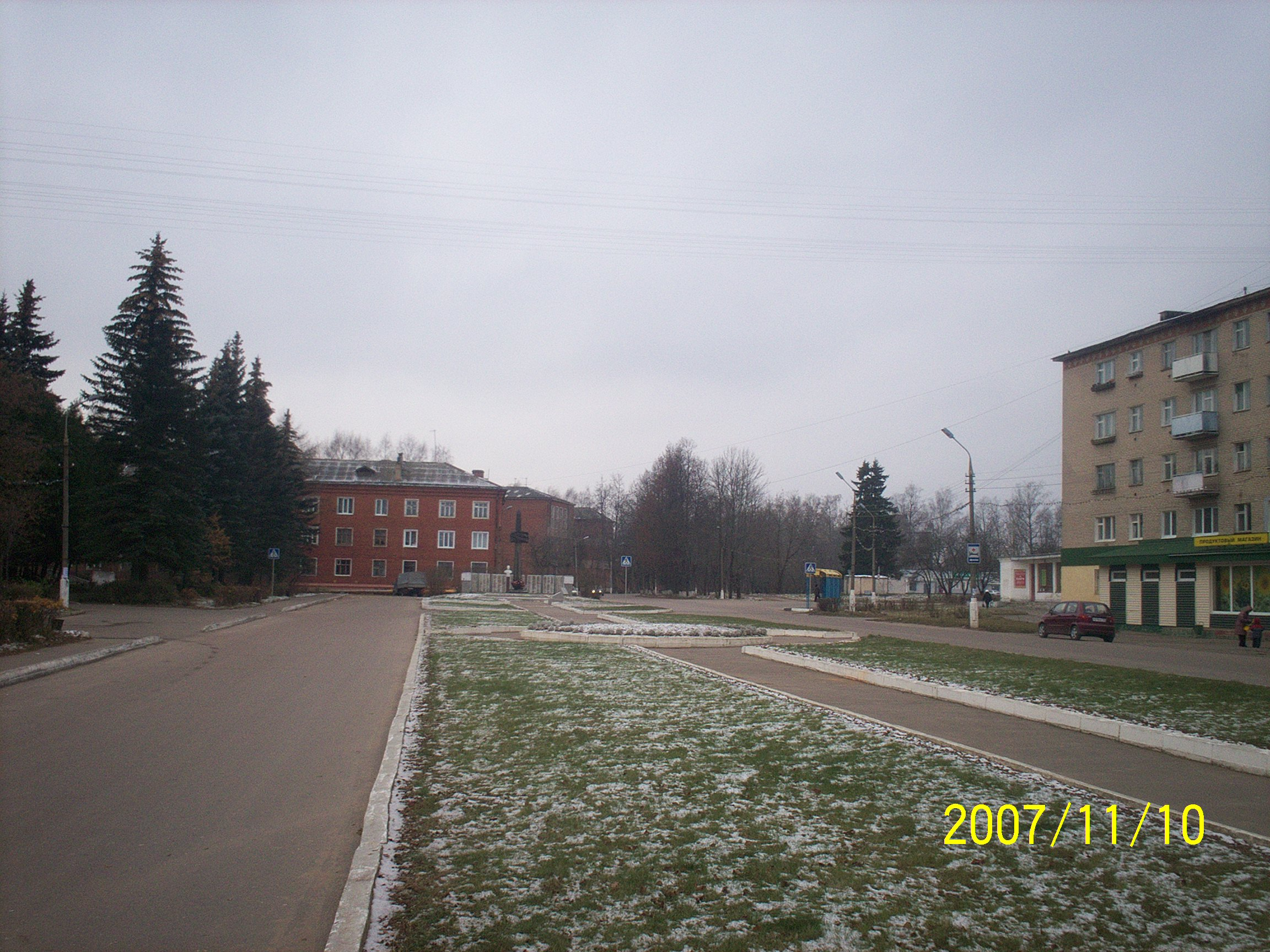
Ein Platz im Zentrum von Wyssokowsk

Wyssokowsk entstand nahe einer 1877 erbauten Textilmanufaktur, die Anfang des 20. Jahrhunderts bereits als die größte ihrer Art in der Kliner Gegend galt. Angrenzend an die Manufaktur wurden Ende des 19. Jahrhunderts die Siedlungen Wyssokoje und Nowy Basar angelegt, die 1928 zu einer Arbeitersiedlung namens Wyssokowski zusammengelegt wurden. Die nach der Oktoberrevolution verstaatlichte Fabrik sowie die Siedlung wurden in den 1930er-Jahren erheblich ausgebaut. 1939 wurde Wyssokowski Verwaltungszentrum des (1957 wieder aufgelösten) Rajons Wyssokowsk, ein Jahr später erhielt es den Stadtstatus.
In der Schlacht um Moskau während des Zweiten Weltkrieges war Wyssokowsk Anfang Dezember 1941 unter deutscher Besatzung und wurde bei Kämpfen stark beschädigt. In den 1950er-Jahren wurde die Stadt wiederaufgebaut und 1960 um eine benachbarte Siedlung erweitert.

### Bevölkerungsentwicklung
| Jahr | Einwohner |
| ---- | --------- |
| 1897 | 3.700     |
| 1926 | 8.100     |
| 1939 | 11.485    |
| 1959 | 11.057    |
| 1970 | 12.230    |
| 1979 | 11.377    |
| 1989 | 11.611    |
| 2002 | 10.950    |
| 2010 | 10.635    |

Anmerkung: Volkszählungsdaten (bis 1926 gerundet)

## Wirtschaft und Verkehr
Die Textilfabrik von Wyssokowsk stellt bis heute einen wichtigen Industriebetrieb in der Stadt dar. Daneben gibt es dort unter anderem ein Asphaltwerk, eine Brotfabrik und eine Fabrik für Weihnachtsbaumschmuck.
Über Klin besteht eine Anbindung an die Ringstraße A108 und an die Fernstraße M10. Über eine Stichstrecke besteht Anschluss an die Moskau-Petersburger Eisenbahn.

## Söhne und Töchter der Stadt
- Nikolai Markow (1902–1980), Generalleutnant[2]
- Juri Solotow (* 1932), Chemiker
- Kirill Suslow (* 1991), Fußballspieler